# Giorgio Gregorini
Giorgio Gregorini (Roma, ...) è un truccatore italiano vincitore del premio Oscar 2017 per il miglior trucco ed acconciatura nel film Suicide Squad.
Ha lavorato in molti film di fama come Moulin Rouge! (2001), Gangs of New York (2002),
Troy (2004), Le crociate - Kingdom of Heaven (2005), Babel (2006), Avengers: Age of Ultron (2015) e Suicide Squad (2016).

## Filmografia

### Cinema
- Vacanze di Natale (1983)
- King David (1985)
- Otello (1986)
- Control (1987)
- Dancers (1987)
- Transformations (1988)
- La bottega dell'orefice (1988)
- Una vita scellerata (1990)
- Il sole anche di notte (1990)
- Una storia semplice (1991)
- Fiorile (1993)
- La vita di Antonio H. (1994)
- L'assassino con le scarpe gialle (1995)
- Corsari (1995)
- Ilona arriva la pioggia (1996)
- Ardena (1997)
- The Eighteenth Angel (1997)
- Kundun (1997)
- Moulin Rouge! (2001)
- Gangs of New York (2002)
- Troy (2004)
- Melissa P. (2005)
- Apocalypto (2006)
- 2061 - Un anno eccezionale (2007)
- Le crociate - Kingdom of Heaven (2005)
- Babel (2006)
- La terza madre (2007)
- L'uomo che ama (2008)
- La polvere del tempo (2008)
- La vita segreta della signora Lee (2009)
- La doppia ora (2009)
- Angeli e demoni (2009)
- Scusa ma ti chiamo amore (2010)
- Scusa ma ti voglio sposare (2010)
- Baciami ancora (2010)
- Il padre e lo straniero (2010)
- Alice (2010)
- The Tourist (2010)
- Amanda Knox (2011)
- Manuale d'amore 3 (2011)
- Dream House (2011)
- The Rum Diary - Cronache di una passione (2011)
- Diaz - Don't Clean Up This Blood (2012)
- The Impossible (2012)
- Rhino season (2012)
- Il principe abusivo (2013)
- La mossa del pinguino (2013)
- Colpi di fortuna (2013)
- L'ultima ruota del carro (2013)
- 3 Days to Kill (2014)
- Avengers: Age of Ultron (2015)
- Suicide Squad (2016)
- Il permesso - 48 ore fuori (2017)

### Televisione
- Non aprire all'uomo nero (1990)
- La piovra 5 - Il cuore del problema (1990)
- La piovra 6 - L'ultimo segreto (1992)
- Ma tu mi vuoi bene? (1992)
- Un posto freddo in fondo al cuore (1992)
- La piovra 7 - Indagine sulla morte del commissario Cattani (1995)
- Il grande Fausto (1995)
- La principessa e il povero (1997)
- L'elefante bianco (1998)
- Amanda Knox (2011)
- Hatfields & McCoys (2012) 2 episodi
- Texas Rising (2015) 5 episodi
- Lea (2015)

## Premi e riconoscimenti
| Premio       | Film                      | Categoria            | Risultato       |
| ------------ | ------------------------- | -------------------- | --------------- |
| Premio Oscar | Suicide Squad (2016)      | miglior trucco       | Vincitore/trice |
| Emmy Awards  | Hatfields & McCoys (2012) | miglior acconciatura | Candidato/a     |
| Emmy Awards  | Arabian Nights (2000)     | miglior acconciatura | Candidato/a     |